# Якіма (округ, Вашингтон)
Шаблон:StateAbbr_ 46°28′ пн. ш. 120°44′ зх. д. / 46.46° пн. ш. 120.74° зх. д.
Округ  Якіма (англ. Yakima County) — округ (графство) у штаті Вашингтон, США. Ідентифікатор округу 53077.

## Історія
Округ утворений 1865 року.

## Демографія
За даними перепису 2000 року загальне населення округу становило 222581 осіб, зокрема міського населення було 158640, а сільського — 63941. Серед мешканців округу чоловіків було 111090, а жінок — 111491. В окрузі було 73993 домогосподарства, 54584 родин, які мешкали в 79174 будинках. Середній розмір родини становив 3,44.
Віковий розподіл населення поданий у таблиці:
| Стать    | До 15 років | 15-21 | 22-29 | 30-39 | 40-49 | 50-65 | 65-85 | Понад 85 |
| -------- | ----------- | ----- | ----- | ----- | ----- | ----- | ----- | -------- |
| Чоловіки | 30314       | 12975 | 12078 | 15638 | 14908 | 14704 | 9308  | 1165     |
| Жінки    | 28846       | 11719 | 11655 | 14945 | 15006 | 14872 | 12054 | 2394     |

## Суміжні округи
- Кіттітас — північ
- Грант — північний схід
- Бентон — схід
- Клікітат — південь
- Скамейнія — південний захід
- Льюїс — захід
- Пірс — північний захід

## Виноски
1. ↑  U.S. Decennial Census. United States Census Bureau. Архів оригіналу за 4 квітня 2018. Процитовано 8 січня 2014.
2. ↑  Historical Census Browser. University of Virginia Library. Архів оригіналу за 11 серпня 2012. Процитовано 8 січня 2014.
3. ↑  Population of Counties by Decennial Census: 1900 to 1990. United States Census Bureau. Архів оригіналу за 2 лютого 2019. Процитовано 8 січня 2014.
4. ↑  Census 2000 PHC-T-4. Ranking Tables for Counties: 1990 and 2000 (PDF). United States Census Bureau. Архів оригіналу (PDF) за 18 грудня 2014. Процитовано 8 січня 2014.
5. ↑  State & County QuickFacts. United States Census Bureau. Архів оригіналу за 22 липня 2011. Процитовано 8 січня 2014. [Архівовано 2011-06-07 у Wayback Machine.](англ.) Наведено за англійською вікіпедією.
6. ↑  American FactFinder. Бюро перепису населення США. Архів оригіналу за 26 лютого 2012. Процитовано 31 січня 2008. [Архівовано 2008-05-21 у Wayback Machine.]

| США | Це незавершена стаття з географії США. Ви можете допомогти проєкту, виправивши або дописавши її. |